# Xiaozhai Tiankeng
 (avril 2024).
Le Xiaozhai Tiankeng (小寨天坑), également connu sous le nom de Fosse céleste Xiaozhai, est l'une des méga-dolines les plus profondes du monde,. Il est situé dans le xian de Fengjie de la municipalité de Chongqing en Chine.

## Dimensions
Le Xiaozhai Tiankeng mesure 626 mètres de long par 537 mètres de large, et entre 511 et 662 mètres de profondeur, avec des parois verticales. Son volume est de 119 349 000 m³ et la superficie de son ouverture est de 274 000 m2. Le gouffre est une structure doublement emboîtée : le bol supérieur a une profondeur de 320 mètres, le bol inférieur a une profondeur de 342 mètres, et les deux bols mesurent en moyenne 257 à 268 mètres de diagonale. Entre ces deux niveaux se trouve un rebord en pente, formé à cause du sol emprisonné dans le calcaire. Pendant la saison des pluies, une cascade est visible à l’embouchure du gouffre.

## Découverte
Le Xiaozhai Tiankeng est bien connu de la population locale depuis l'Antiquité. Xiaozhai est le nom d'un village abandonné voisin et signifie littéralement « petit village », et « Tiankeng » signifie gouffre céleste, un nom vernaculaire pour les dolines en Chine. Un escalier de 2 800 marches a été construit afin de faciliter les visites touristiques.

## Rivière souterraine et grotte
Le Tiankeng s'est formé au-dessus de la grotte de Difeng, elle-même formée par une puissante rivière souterraine qui coule toujours sous le gouffre. La rivière souterraine commence dans la gorge fissurée de Tianjing et atteint une falaise verticale au-dessus de la rivière Migong, formant une cascade de 46 mètres de haut. La longueur de cette rivière souterraine est d'environ 8,5 kilomètres, avec un dénivelé de 364 mètres. Le débit annuel médian de la rivière est de 8,77 m³ par seconde, mais son débit peut monter à 174 m³/s. La rivière et la grotte Difeng ont été explorées et cartographiées par le China Caves Project en 1994.

## Faune et flore
1 285 espèces de plantes, dont le ginkgo, et de nombreux animaux rares comme la panthère nébuleuse et la salamandre géante de Chine ont été recensés dans le gouffre.